# Közép-európai kupa

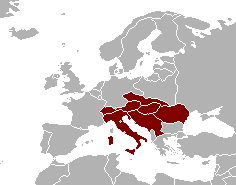
A kupában részt vevő országok 1927–1940 között

A Közép-európai Kupa (KK), más néven Mitropa Kupa Európa első nemzetközi labdarúgó kupasorozata, amelyben klubcsapatok szerepelnek. A kupát időközben átnevezték Zentropa kupára, majd 1992-ben megszűnt.

## A torna alapítása
A verseny elődjét Challenge Kupa néven 1887-ben alapították, Bécsben. A torna kitalálója a Vienna Cricket and Football-Club elnöke, John Gramlick volt. Ebben a versenyben az Osztrák–Magyar Monarchia minden klubja részt vehetett. A torna legjobb csapatai Bécsből, Budapestről és Prágából kerültek ki. A Challenge Kupát 1911-ig rendezték meg, majd átnevezték Mitropa Kupára, ami a KEK és a BEK korai elődje volt. A Challenge Kupát legutoljára a Vienne Sports Club nyerte meg, így megtarthatta a kupát.
Az elképzelést az első komoly európai kupaversenyről az első világháború után formálták meg. Az ötletgazdák a közép-európai országok voltak, akik abban az időben élen jártak a világ labdarúgásában. Közép-Európában jelent meg a nemzeti ligák ötlete, 1924-ben Ausztria, 1925-ben Csehszlovákia, majd 1926-ban Magyarország hozta létre első nemzeti ligáját, ami a mai ligák elődje. (Pl. a mai Osztrák Bundesliga, NB I) Hugo Meisl, az Osztrák labdarúgó-szövetség (ÖFB) feje kezdeményezte hogy üljenek össze a labdarúgó szövetségek elnökei, és vitassák meg, hogy az ország támogassa-e a kezdeményezést. A találkozóra Velencében került sor.
A Mitropa kupa első találkozójára 1927 augusztus 14-én került sor. A mérkőzést Közép-Európa legjobb csapatai játszották egymás ellen.

## A kupa fénykora
A kezdeti megállapodás az volt, hogy a tornára Ausztria, Magyarország és Csehszlovákia két-két klubot adjon, majd beszállt a versenyben a Szerb-Horvát-Szlovén Királyság is. A kupában az adott ország bajnoka és kupagyőztese vehetett részt, az első győztest Csehszlovákia adta, mivel az AC Sparta Praha hódította el a kupát. 1929-ben a jugoszláv csapatok helyére az olaszok léptek be. A kupa egyre népszerűbb lett, és egyre több új országot kértek fel, hogy szerepeljen a kupában: 1936-ban Svájc és Románia csatlakozott a versenyhez. 1938-tól az Anschluss miatt Ausztria a továbbiakban nem vett részt, Svájc kiszállt a versengésből. A nyolccsapatos tornára két magyar, két olasz, két csehszlovák, egy-egy román és jugoszláv csapat kvalifikálhatta magát. 1939-ben a megszállt és feldarabolt Csehszlovákia helyét a Cseh–Morva Protektorátus vette át. A kupában képviseltetett országok erejét jól mutatta, hogy válogatott szinten a legjobbak voltak a világon (1934, 1938: olasz vb-győzelem, 1934: Csehszlovákia vb-második, 1938: Magyarország vb-második, 1934: Ausztria elődöntős, 1930: Jugoszlávia elődöntős).

## A második világháború alatt
A második világháború alatt megint megváltozott a részt vevő csapatok összetétele: három-három magyar és jugoszláv, valamint két román csapat alkotta a kupát. 1940-ben a Ferencváros és a Rapid Bukarest játszotta volna a döntőt, ám nem került sor az összecsapásra, hiszen Magyarországhoz került Észak-Erdély.

## A kupa utolsó évei
A második világháború után, 1951-ben indult újra a kupa Mitropa Kupa név alatt, ám presztízse nagyot csökkent az újabb és újabb európai kupák megjelenése miatt. Az 1980-as évekig megváltozott a kupa: már nem az országok legjobbjai mérték össze tudásukat, hanem a másodosztály győztesei. A kupa 1992-ben végleg megszűnt, az utolsó győztes a jugoszláv FK Borac Banja Luka lett.

## Győztesek
| Év        | Győztes csapat     | Ország        | Megjegyzés                  |
| --------- | ------------------ | ------------- | --------------------------- |
| 1927      | Sparta Praha       | Csehszlovákia |                             |
| 1928      | Ferencváros        | Magyarország  |                             |
| 1929      | Újpest             | Magyarország  |                             |
| 1930      | Rapid Wien         | Ausztria      |                             |
| 1931      | First Vienna       | Ausztria      |                             |
| 1932      | Bologna            | Olaszország   |                             |
| 1933      | Austria Wien       | Ausztria      |                             |
| 1934      | Bologna            | Olaszország   |                             |
| 1935      | Sparta Praha       | Csehszlovákia |                             |
| 1936      | Austria Wien       | Ausztria      |                             |
| 1937      | Ferencváros        | Magyarország  |                             |
| 1938      | Slavia Praha       | Csehszlovákia |                             |
| 1939      | Újpest             | Magyarország  |                             |
| 1940      |                    |               | [ 1 ]                       |
| 1941-1950 |                    |               | A tornát nem rendezték meg. |
| 1951      | Rapid Wien         | Ausztria      | [ 2 ]                       |
| 1952-1954 |                    |               | A tornát nem rendezték meg. |
| 1955      | Vörös Lobogó       | Magyarország  |                             |
| 1956      | Vasas              | Magyarország  |                             |
| 1957      | Vasas              | Magyarország  |                             |
| 1958      | Crvena zvezda      | Jugoszlávia   | [ 3 ]                       |
| 1959      | Bp. Honvéd         | Magyarország  |                             |
| 1960      | Magyarország       | Magyarország  | [ 4 ]                       |
| 1961      | Bologna            | Olaszország   |                             |
| 1962      | Vasas              | Magyarország  |                             |
| 1963      | MTK                | Magyarország  |                             |
| 1964      | Sparta Praha       | Csehszlovákia |                             |
| 1965      | Vasas              | Magyarország  |                             |
| 1966      | Fiorentina         | Olaszország   |                             |
| 1966–67   | Spartak Trnava     | Csehszlovákia |                             |
| 1967–68   | Crvena zvezda      | Jugoszlávia   |                             |
| 1968–69   | Inter Bratislava   | Csehszlovákia |                             |
| 1969–70   | Vasas              | Magyarország  |                             |
| 1970–71   | Čelik Zenica       | Jugoszlávia   |                             |
| 1971–72   | Čelik Zenica       | Jugoszlávia   |                             |
| 1972–73   | Tatabányai Bányász | Magyarország  |                             |
| 1973–74   | Tatabányai Bányász | Magyarország  |                             |
| 1974–75   | Wacker Innsbruck   | Ausztria      |                             |
| 1975–76   | Wacker Innsbruck   | Ausztria      |                             |
| 1976–77   | Vojvodina          | Jugoszlávia   |                             |
| 1977–78   | Partizan           | Jugoszlávia   |                             |
| 1978–79   |                    |               | A tornát nem rendezték meg. |
| 1979–80   | Udinese            | Olaszország   |                             |
| 1980–81   | Tatran Prešov      | Csehszlovákia |                             |
| 1981–82   | AC Milan           | Olaszország   |                             |
| 1982–83   | Vasas              | Magyarország  |                             |
| 1983–84   | Eisenstadt         | Ausztria      |                             |
| 1984–85   | Iskra Bugojno      | Jugoszlávia   |                             |
| 1985–86   | SC Pisa            | Olaszország   |                             |
| 1986–87   | Ascoli             | Olaszország   |                             |
| 1987–88   | SC Pisa            | Olaszország   |                             |
| 1988–89   | Baník Ostrava      | Csehszlovákia |                             |
| 1990      | AS Bari            | Olaszország   |                             |
| 1991      | Torino FC          | Olaszország   |                             |
| 1992      | Borac Banja Luka   | Jugoszlávia   |                             |

## Rekordok, statisztikák

### Legsikeresebb klubok
| Csapat              | Győztes                                |
| ------------------- | -------------------------------------- |
| Vasas SC            | 6 (1956, 1957, 1962, 1965, 1970, 1983) |
| AC Sparta Praha     | 3 (1927, 1935, 1964)                   |
| Bologna FC 1909     | 3 (1932, 1934, 1961)                   |
| Ferencvárosi TC     | 2 (1928, 1937)                         |
| Újpest FC           | 2 (1929, 1939)                         |
| SK Rapid Wien       | 2 (1930, 1951)                         |
| FK Austria Wien     | 2 (1933, 1936)                         |
| MTK Budapest FC     | 2 (1955, 1963)                         |
| FK Crvena zvezda    | 2 (1958, 1968)                         |
| NK Čelik Zenica     | 2 (1971, 1972)                         |
| FC Tatabánya        | 2 (1973, 1974)                         |
| Wacker Innsbruck    | 2 (1975, 1976)                         |
| SC Pisa             | 2 (1986, 1988)                         |
| First Vienna FC     | 1 (1931)                               |
| SK Slavia Praha     | 1 (1938)                               |
| Budapest Honvéd FC  | 1 (1959)                               |
| Magyarország        | 1 (1960)                               |
| ACF Fiorentina      | 1 (1966)                               |
| FC Spartak Trnava   | 1 (1967)                               |
| FK Inter Bratislava | 1 (1969)                               |
| FK Vojvodina        | 1 (1977)                               |
| FK Partizan         | 1 (1978)                               |
| Udinese Calcio      | 1 (1980)                               |
| 1. FC Tatran Prešov | 1 (1981)                               |
| AC Milan            | 1 (1982)                               |
| SC Eisenstadt       | 1 (1984)                               |
| NK Iskra Bugojno    | 1 (1985)                               |
| Ascoli Calcio       | 1 (1987)                               |
| FC Baník Ostrava    | 1 (1989)                               |
| AS Bari             | 1 (1990)                               |
| Torino FC           | 1 (1991)                               |
| FK Borac Banja Luka | 1 (1992)                               |

### Legsikeresebb országok
| Nemzet        | Győztes | Győztes klubok |
| ------------- | ------- | --- |
| Magyarország  | 16      | Vasas SC (6), Ferencvárosi TC (2), Újpest FC (2), MTK Budapest FC (2), FC Tatabánya (2), Budapest Honvéd FC (1), Magyarország (1)       |
| Olaszország   | 11      | Bologna FC 1909 (3), AC Pisa (2), ACF Fiorentina (1), Udinese Calcio (1), AC Milan (1), Ascoli Calcio (1), AS Bari (1), Torino FC (1)   |
| Ausztria      | 8       | SK Rapid Wien (2), FK Austria Wien (2), FC Swarovski Tirol (2), First Vienna FC (1), SC Eisenstadt (1)                                  |
| Csehszlovákia | 8       | AC Sparta Praha (3), SK Slavia Praha (1), FC Spartak Trnava (1), FK Inter Bratislava (1), 1. FC Tatran Prešov (1), FC Baník Ostrava (1) |
| Jugoszlávia   | 8       | FK Crvena zvezda (2), NK Čelik Zenica (2), FK Vojvodina (1), FK Partizan (1), NK Iskra Bugojno (1), FK Borac Banja Luka (1)             |

## Fordítás
- Ez a szócikk részben vagy egészben  a   Mitropa Cup című angol Wikipédia-szócikk fordításán alapul.  Az eredeti cikk szerkesztőit annak laptörténete sorolja fel. Ez a jelzés csupán a megfogalmazás eredetét és a szerzői jogokat jelzi, nem szolgál a cikkben szereplő információk forrásmegjelöléseként.